# Aoiz
Aoiz (spanska) eller Agoitz (baskiska), officiellt Aoiz/Agoitz, är en kommun i Spanien.   Den ligger i provinsen och regionen Navarra, i den nordöstra delen av landet, 300 km nordost om huvudstaden Madrid. Antalet invånare är 2 640. Arean är 13,5 kvadratkilometer.